# Homo erectus pekinensis
Синантроп (лат. Sinanthropus — «китайська людина», в сучасній класифікації — Homo erectus pekinensis, «пекінська прямоходяча людина») — форма (вид або підвид) роду Homo, близька до пітекантропа, однак більш пізня й розвинена. Був виявлений в Китаї, звідси й назва. Жив близько 600—400 тис. років тому, у льодовиковий період — Гюнцький гляціал.

## Анатомія
Об'єм його мозку досягав 950—1150 см³; ліва частка мозку, де розташовані рухові центри правої сторони тіла, була дещо більше, в порівнянні з правою часткою. Отже, права рука у синантропа була більш розвинена, ніж ліва. Зріст — 1,55—1,6 метра.

## Побут
Крім рослинної їжі, вживав м'ясо тварин. Можливо він добував і вмів підтримувати вогонь, одягався, мабуть, у шкури. Були виявлені: товстий, близько 6—7 м шар золи, трубчасті кістки і черепи великих тварин, знаряддя з каміння, кісток, рогів. Учені вважають, що синантропи були канібалами і полювали на представників свого виду.

## Історія відкриття
Перший череп синантропа був виявлений у гротах Чжоукоудяня поблизу Пекіна в 1927 р. китайським антропологом Пей Веньчжуном (1904—1982). Протягом багатьох років тут працювала міжнародна команда вчених: Йоганн Гуннар Андерсон, Біргер Болін (Швеція), Девідсон Блек (Канада), Пей Веньчжун (Китай), Отто Зданський (Австрія), Волтер Грейнджер (США) та інші. У 1926 р. Девідсону Блеку вдалося переконати Фонд Рокфеллера виділити гроші на фінансування великих розкопок в Чжоукоудяні, в ході яких було оголошено про знахідку сорока особин. В основному були виявлені черепи, їхні фрагменти та окремі посткраніальні уламки (частини скелета, крім черепа). Весь виявлений матеріал утрачений під час Другої світової війни при пересиланні до США.
Ряд західних учених скептично поставився до китайських знахідок викопних гомінідів. Однак у 1987 році Чжоукоудянь був усе ж оголошений ЮНЕСКО одним із пам'ятників Світової спадщини. Дослідження піску з грота, де були зроблені знахідки, дозволило встановити вік синантропа з Чжоукоудяня — 770 тис. років (± 80 тис. років).
У 1963 році у Ланьтяні було знайдено щелепу, визначену дослідниками як більш давній вид синантропа — (лат. Homo erectus lantianensis).

## Роль в антропогенезі
Гіпотеза мультирегіонального походження людини, поширена в Китаї, розглядає синантропа як основного учасника формування монголоїдної раси на етапі людини прямоходячої. Однак багато антропологів схиляються на користь точки зору, що синантроп був тупиковою гілкою розвитку людей.